# Romántica FM
Romántica es una estación radial chilena ubicada en el 104.1 MHz del dial FM en Santiago de Chile. Cuenta con una red de 16 emisoras a lo largo de Chile.

## Historia
La línea programática de Romántica está enfocada netamente a un público más bien juvenil-adulto y contemporáneo (centrándose en lo mejor de la música pop actual, tanto de artistas nacionales como extranjeros), especialmente mujeres, desde un enfoque empoderante e inequívocamente feminista. A pesar de ser una radio netamente musical, mezcla igualmente programas de entretención conducidos por DJs mujeres.
En agosto de 2017, esta emisora y las que pertenecieron al grupo de radios Bezanilla fueron vendidas al Grupo Bethia.
A contar del 1 de julio de 2019, Radio Romántica abandona las frecuencias 92.7 MHz de Calama, 106.5 MHz de Ovalle, 101.1 MHz de Linares y 102.9 MHz de Castro, siendo reemplazada en estas 4 ciudades por Radio Candela y al mismo tiempo, la emisora se traslada del 89.7 MHz al 104.3 MHz en San Antonio, mediante un intercambio de frecuencias con Radio Infinita. 
Mientras que el 1 de septiembre de 2020, la emisora abandona la frecuencia 99.1 MHz de Chillán, siendo reemplazada por Radio Carolina; el 31 de octubre de 2020, la emisora abandona la frecuencia 90.5 MHz de Caldera, siendo reemplazada por la misma Radio Carolina y al mismo tiempo, la emisora regresa a la frecuencia 92.7 MHz en Calama (ex Candela FM), luego del fin de las transmisiones de ésta.
Actualmente, en el resto del país y en todo el mundo sólo es posible escuchar Romántica FM a través de la señal en línea de su página web, sus aplicaciones para iOS y Android. Además, la emisora se emite por el canal 664 (con D-Box) de la cableoperadora VTR para el territorio chileno.
En noviembre de 2024, se confirma que Radio Romántica junto a su emisora hermana Radio Carolina serán las radios oficiales del Festival de Viña del Mar.

## Voces institucionales

### Actuales
- Alex Pinilla (2020-presente)

### Anteriores
- 1990-2000: Carlos Enrique Ramírez Valenzuela
- 1990-1993: Sergio Neri
- 1990-1997: Fernando James
- 1990-2018: Manuel Enrique Thompson González "Mister Thompson"
- 1990-1999: Marcelo Jiménez Sufán
- 1990-2018: Jorge Aedo
- 1991-2017: Eduardo Riveros Behnke (principalmente en las introducciones del boletín informativo Noticias en Romántica)
- 2000-2007: Benjamín Palacios Urzúa
- 2002-2020: César Castro Ramírez
- 2008-2009: Christian Gordon Díaz
- 2015-2019: Teresa Hales
- 2018-2019: Fernando Galaz

## Eslóganes
- 1990-2000: Esa música que llevas dentro
- 1993-1998: Todo el día Romántica
- 1998: Instinto natural
- 2000-2001: Es pura seducción!!!
- 2001-2002: Tu mejor compañía
- 2002-2003: Perfil de mujer
- 2003-2010: Música para compartir
- 2003-2004: Junto a ti... con la más alta fidelidad
- 2004-2005: La música que llega
- 2010-2015: Eres tú
- 2014-2015: Tu punto de encuentro
- 2015-febrero 2018: #TodasSomosRomántica
- 2018-2019: Mujeres con pasión
- 2019-2024: Tu día con más pasión
- 2024-presente: Fiel a tus latidos

## Frecuencias anteriores
- 90.5 MHz (Caldera), hoy Radio Carolina.
- 106.5 MHz (Ovalle), hoy Radio Carolina.
- 89.7 MHz (San Antonio), hoy Radio Infinita.
- 101.1 MHz (Linares), hoy Radio Carolina.
- 99.1 MHz (Chillán), hoy Radio Carolina.
- 102.9 MHz (Castro), hoy Radio Carolina.

## Premios otorgados
- Canción del año 2020: Odio que no te odio (Lasso Ft. Cami)[1]